# Décret présidentiel 14178
Lire en ligne

Décret présidentiel 14178
 (en)Executive Order 14208 Texte sur Wikisource

Le décret présidentiel 14178, intitulé Renforcer le leadership américain dans le domaine des technologies financières numériques (en anglais Strengthening American Leadership in Digital Financial Technology), est un executive order signé par le président des États-Unis, Donald Trump, le 23 janvier 2025. Il révoque le décret présidentiel 14067 (en), du 14 mars 2022, signé par Joe Biden ainsi que le cadre d'engagement international du département du Trésor américain sur les actifs numériques du 7 juillet 2022. Par ailleurs, le décret interdit la création, l'émission ou la promotion d'une monnaie numérique de banque centrale et met en place un groupe chargé de proposer un cadre réglementaire fédéral pour les actifs numériques dans un délai de 180 jours,.